# Paso Bonilla
Paso Bonilla ist eine Ortschaft in Uruguay.

## Geographie
Paso Bonilla befindet sich im nördlichen Landesteil Uruguays auf dem Gebiet des Departamento Tacuarembó in dessen Sektor 2. Der Ort liegt südlich der Departamento-Hauptstadt Tacuarembó. Zwischen beiden Ansiedlungen verläuft der Arroyo Tranqueras. Die sich in einigen Kilometern Entfernung im Osten erstreckende Gegend trägt die Bezeichnung Cuchilla de la Casa de Piedra, während sich südöstlich die Cuchilla de Salvañach befindet. Nächstgelegener Ort im Süden ist Sauce de Batoví. Einige Kilometer in Richtung Westen liegen oberhalb des dort verlaufenden Arroyo Tambores, eines Nebenflusses des Arroyo Tranqueras, der Cerro del Bombero, der Cerro Agudo, der Cerro de las Boleadoras und der Cerro del Monte, unweit derer sich auch in der Sierra de Tambores der Ort Valle Edén und südwestlich von diesem die Stadt Tambores befinden.

## Infrastruktur
Paso Bonilla liegt an der Ruta 5, auf die im Ort die Ruta 59 trifft.

## Einwohner
Beim Census 2011 betrug die Einwohnerzahl von Paso Bonilla 510, davon 251 männliche und 259 weibliche.
| Jahr | Einwohner |
| ---- | --------- |
| 1963 | 74        |
| 1975 | 368       |
| 1985 | 743       |
| 1996 | 286       |
| 2004 | 445       |
| 2011 | 510       |

Quelle: Instituto Nacional de Estadística de Uruguay